# Mijelinska ovojnica
Mijelinska ovojnica je ovojnica od električki provodljivog mijelina, koja omata živčano vlakno poput plašta. 
Bogata masnim tvarima, pomaže ubrzavanju prijenosa živčanih podražaja (do 100 m/s).
S obzirom na to da alkohol topi masti, pri konzumiranju alkoholnih pića, alkohol otapa mijelinske ovojnice, što uzrokuje slabo provođenje impulsa te pijano stanje.
Suženja među mijelinskim ovojnicama zovu se Ranvierova suženja.

## Nastanak i građa mijelinske ovojnice perifernog živčanog sustava
Građu mijelinske ovojnice najbolje razumijemo kroz promatranje njenog razvoja. Periferni akson prvo se smjesti u žlijeb citoplazme Schwannove stanice pa se rubovi ili usne žlijeba počnu produljivati, spoje se i oblikuju mesaxon u kojem se priljube vanjske površine stanične membrane obje usne. Jedna usna ostaje na površini (i oblikuje mesaxon externum), a druga se pod nju podvuče, dalje raste i spiralno ovija akson pa kad napravi puni krug, nastaje mesaxon internum. Nakon što akson bude ovijen s tri do četiri puna kruga, iz produžetaka Schwannove stanice počne se istiskivati citoplazma, a citosolne strane dva dijela membrane se priljubljuju i tako započinje nastanak kompaktnog mijelina. Intraperiodna crta je mjesto stapanja vanjskih površina dvaju dijelova stanične membrane, a glavna crta je mjesto stapanja citosolnih površina dvaju dijelova stanične membrane. U slučaju Schwannove stanice, citoplazma (nakon dovršene mijelinizacije) preostaje samo u malom području oko jezgre, a mali džepovi citoplazme mogu se naći i unutar same ovojnice i to su Schmidt-Lantermannovi usjeci. Ranvierov čvor slično je građen i u središnjem i u perifernom živčanom sustavu. Pločice (lamellae) mijelinske ovojnice završavaju uz čvor (lat. paranodus). Pritom prvo završe unutarnje pločice, a najbliže rubu čvora se smjeste vanjske pločice. Dok su područja Ranvierovih čvorova u SŽS-u ogoljela, u PŽS-u ih prekrivaju interdigitacije prstastih produljaka citoplazme susjednih Schwannovih stanica.